# Oseja de Sajambre
Oseja de Sajambre è un comune spagnolo di 317 abitanti situato nella comunità autonoma di Castiglia e León.